# Kaspi (municipalité)
La municipalité de Kaspi (en géorgien : კასპიის მუნიციპალიტეტი) est un district de la région Kartlie intérieure en Géorgie, dont la ville principale est Kaspi. 
Il compte 43 700 habitants au 1er janvier 2016 selon l'Office national des statistiques de Géorgie.